# Cassarate (Fluss)

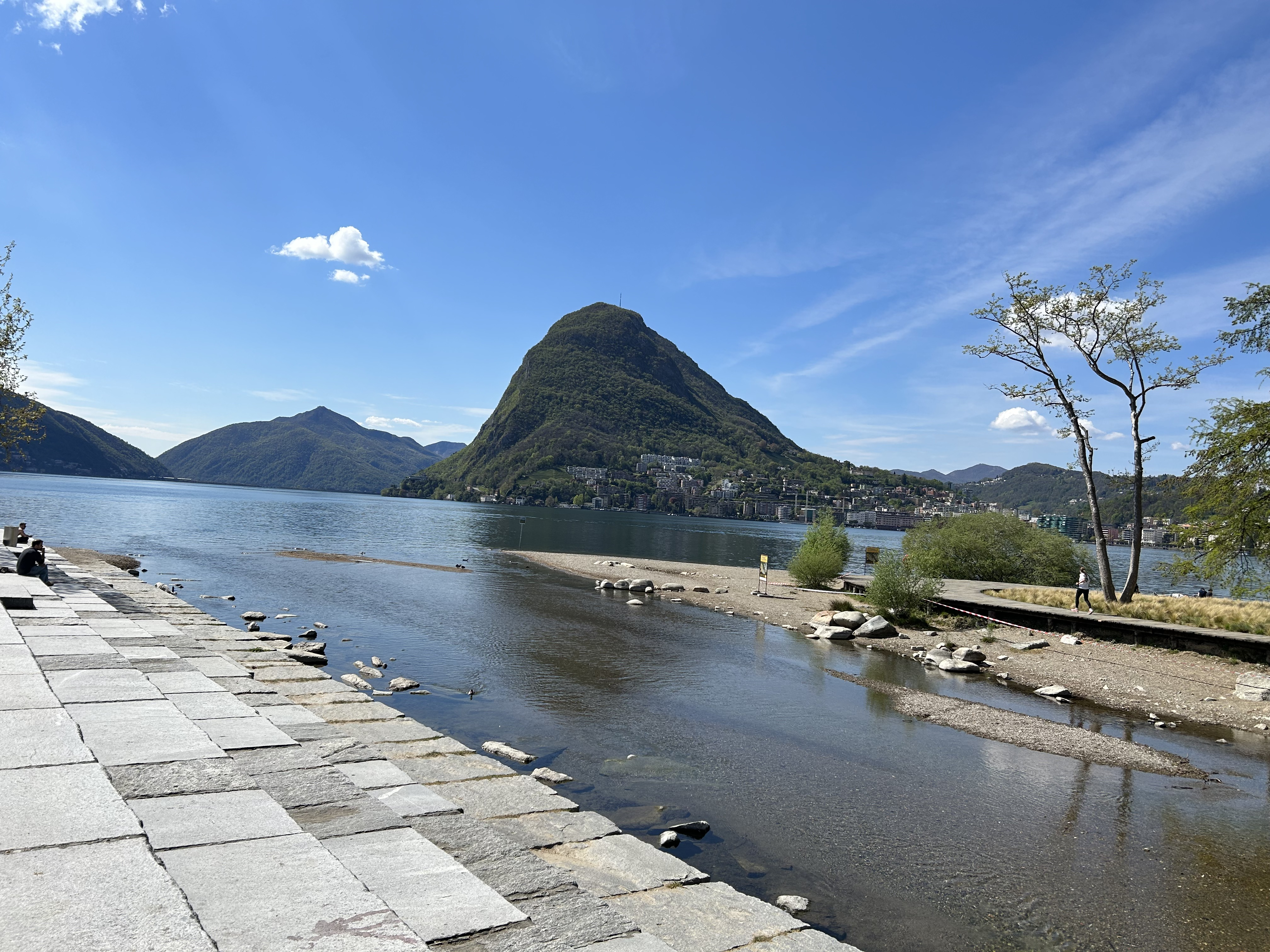
Mündung des Cassarate in den Luganersee

Der Cassarate ist ein 17 Kilometer langer Zufluss des Luganersees im Schweizer Kanton Tessin. Er entwässert die Val Colla, verläuft auf seinem ganzen Flusslauf auf dem Gemeindegebiet von Lugano und bildet teilweise dessen Grenze zu  Capriasca und Canobbio. Der Fluss entwässert ein Gebiet von rund 76 Quadratkilometern und hat einen mittleren Abfluss von rund 2,6 m³/s.

## Verlauf
Der Cassarate entspringt unterhalb der Hütte Capanna San Lucio direkt an der Grenze zu Italien und fliesst bis Lugaggia in südwestliche Richtung. Hier nimmt er von rechts den Bach Capriasca auf und fliesst nun Richtung Süden. Er durchfliesst kanalisiert die Stadt Lugano und mündet in den Luganersee.